# Gedächtnislosigkeit
Gedächtnislosigkeit ist eine spezielle Eigenschaft der Exponentialverteilung und der geometrischen Verteilung. Sie besagt, dass die bedingten Wahrscheinlichkeitsverteilungen für beliebige Vorbedingungen gleich sind.
Gedächtnislosigkeit findet z. B. in der Warteschlangentheorie Anwendung, wo sie – auf die Wartezeit in einer Warteschlange bezogen – bedeutet, dass die Wahrscheinlichkeit, t Sekunden zu warten, nachdem man zuvor s Sekunden gewartet hat, für beliebige s gleich ist. Die Zufallsvariable „merkt“ sich also nicht, wie lange gewartet worden ist, und ist daher gedächtnislos. Diesen Umstand macht man sich auch bei der Überlebensfunktion zunutze, mit der man z. B. modelliert, dass die Ausfallwahrscheinlichkeit einer Komponente nicht von der bereits verstrichenen Nutzungsdauer abhängt.
Die Eigenschaft der  Gedächtnislosigkeit heißt auch Nichtalterungseigenschaft.

## Definition
Die Wahrscheinlichkeitsverteilung einer Zufallsvariablen {\displaystyle X} ist gedächtnislos, wenn für die bedingte Wahrscheinlichkeit gilt:
{\displaystyle P(X\geq s+t\,\mid \,X\geq s)={\frac {P(X\geq s+t)}{P(X\geq s)}}=P(X\geq t)}
für alle {\displaystyle s} und {\displaystyle t}.
D. h., die bedingte Wahrscheinlichkeit entspricht der unbedingten Wahrscheinlichkeit, verschoben um die Vorbedingung {\displaystyle s}. Zum Beispiel:
{\displaystyle P(X>40\,\mid \,X>30)=P(X>10)}
Gedächtnislosigkeit ist eine definierende Eigenschaft. Auf einem stetigen Wahrscheinlichkeitsraum ist die Exponentialverteilung die gedächtnislose Verteilung, auf einem diskreten die geometrische Verteilung.

## Exponentialverteilung
Für die Exponentialverteilung erhält man durch Einsetzen in die Definition:
{\displaystyle P(X\geq s+t\,\mid \,X\geq s)={\frac {P(X\geq s+t)}{P(X\geq s)}}={\frac {e^{-\lambda (s+t)}}{e^{-\lambda s}}}=e^{-\lambda t}=P(X\geq t)}
In der Überlebenszeitanalyse wird die obige Formel wie folgt interpretiert: Die bedingte Wahrscheinlichkeit, dass die Lebensdauer {\displaystyle X} den Wert {\displaystyle s+t} überschreitet unter der Bedingung, dass sie bereits den Wert {\displaystyle s} überschritten hat, ist gleich der (unbedingten) Wahrscheinlichkeit, dass die Lebensdauer den Wert {\displaystyle t} überschreitet. Beträgt die Lebensdauer bereits {\displaystyle s} Zeiteinheiten, so ist die Wahrscheinlichkeit, dass das Individuum noch mindestens {\displaystyle t} weitere Zeiteinheiten überlebt, ebenso groß wie die Wahrscheinlichkeit, dass ein gleichartiges Individuum mindestens {\displaystyle t} Zeiteinheiten überlebt.

## Geometrische Verteilung
Für die geometrische Verteilung mit der Definition {\displaystyle P(X=n)=p(1-p)^{n}} für {\displaystyle n\in \{0,1,2,\dotsc \}} erhält man:
{\displaystyle {\begin{aligned}P(X\geq n+k\,\mid \,X\geq n)&={\frac {P(X\geq n+k)}{P(X\geq n)}}={\frac {(1-p)^{n+k}}{(1-p)^{n}}}=(1-p)^{k}=P(X\geq k)\end{aligned}}}

## Markow-Ketten
Markow-Ketten bezeichnet man als gedächtnislos, da der zukünftige Zustand des Prozesses nur von Informationen des aktuellen Zustandes abhängt und nicht von der weiteren Vergangenheit. Somit kann man sagen, dass eine Markow-Kette ein Gedächtnis der Länge 1 hat. Diese Eigenschaft wird als Markow-Eigenschaft bezeichnet.